# Cinnamomum oblongum
Cinnamomum oblongum är en lagerväxtart som beskrevs av André Joseph Guillaume Henri Kostermans. Cinnamomum oblongum ingår i släktet Cinnamomum och familjen lagerväxter. Inga underarter finns listade i Catalogue of Life.